# Сандерленд, Эбби
Эбби Сандерленд (англ. Abby Sunderland; 19 октября 1993) — американская яхтсменка. Самая юная девушка (на 2010 год), пытавшаяся совершить кругосветку в одиночку. Сестра Зака Сандерленда.

## Биография
Эбби является сестрой одного из самых молодых яхтсменов, совершивших кругосветное плавание. С 13 лет она под руководством отца занималась подготовкой к одиночному кругосветному плаванию. 23 января 2010 года она стартовала на сорокафутовой яхте Wilde Eyes из порта Марина-дель-Рей. Первый старт оказался неудачным в силу того, что солнечные батареи не могли обеспечить энергетические потребности навигационного оборудования и связи. Следующая попытка была предпринята 6 февраля 2010 года из мексиканского порта Cabo San Lucas. 13 февраля она пересекла экватор и продолжила плавание к южной части Тихого океана. 27 февраля при проходе вблизи Чили было опасение, что яхта может пострадать от цунами, способного возникнуть при сильном землетрясении в Чили. Однако вследствие больших глубин эти опасения не подтвердились.
31 марта 2010 года Эбби Сандерленд в сложных условиях (штормовой ветер, сильное волнение) обогнула мыс Горн и направилась к Южной Африке. На этом этапе у неё произошёл отказ автопилота, и она была вынуждена прервать плавание, чтобы зайти в Кейптаун для ремонта. 24 апреля Эбби Сандерленд сообщила о неисправности систем и 5 мая совершила остановку.
21 мая яхта вновь вышла в плавание, однако по последним сообщениям от Эбби Сандерленд, 10 июня в штормовых условиях произошёл отказ в управлении парусами. Это произошло примерно в 400 милях от острова Реюньон. Кроме того, с ней была потеряна связь.
12 июня яхта Эбби Сандерленд была обнаружена французским рыболовецким судном «Ile De La Réunion» в 300 милях от острова. Яхта во время шторма получила тяжёлые повреждения, отсутствовала мачта. Поскольку транспортировка яхты в Калифорнию обошлась бы слишком дорого, было принято решение затопить её в Индийском океане.
Таким образом, попытка одержать победу в неофициальном чемпионате мира среди подростков не состоялась.